# DDT Universal Championship
Le DDT Universal Championship est un championnat professionnel de catch utilisé par la fédération japonaise Dramatic Dream Team. Annoncé le 28 décembre 2019, lors de la finale du D-Oh Grand Prix 2020, le DDT Universal Championship a été créé dans le cadre des plans de la DDT pour se développer à l'international et atteindre un public plus large. Le champion inaugural a été couronné à Into The Fight 2020, le 23 février 2020,. 

## Historique du titre
| #  | Catcheur       | Règne | Date            | Jours | Lieu                        | Événement               | Notes                                                   |
| -- | -------------- | ----- | --------------- | ----- | --------------------------- | ----------------------- | ------------------------------------------------------- |
| 1. | Chris Brookes  | 1     | 23 février 2020 | 26    | Korakuen Hall, Tokyo, Japon | DDT Into The Fight 2020 | Il bat Konosuke Takeshita pour devenir le 1er Champion. |
| 2. | Daisuke Sasaki | 1     | 20 mars 2020    | 99    | Korakuen Hall, Tokyo, Japon | DDT Judgement 2020      | .                                                       |
| 3. | Chris Brookes  | 2     | 27 juin 2020    | 92+   | Korakuen Hall, Tokyo, Japon | DDT TV Show! #8         | ,.                                                      |